# Watch the Throne
Watch the Throne is het studioalbum van de Amerikaanse rappers Jay-Z en Kanye West uit 2011. Op 12 augustus 2011 werd het album uitgebracht. In de maanden daarvoor brachten ze twee singles uit, "H•A•M" en "Otis". In de periode 2011-2012 toerde het duo door Noord-Amerika.

## Carrière
De rappers werkten voor het eerst samen in 2001, waarin Kanye meerapt op een aantal nummers van The Blueprint, van Jay-Z. Vervolgens brachten ze samen een single uit, Izzo (H.O.V.A.). Voordat ze een supergroep werden, werkten de twee samen aan een groot aantal nummers van andere artiesten, zoals "Swagga Like Us" (van T.I.), "Run This Town" (van Jay-Z) en "Monster" (van Kanye).
Op 25 juli 2010 maakten de rappers bekend dat ze een supergroep gevormd hadden, genaamd "The Throne", en dat ze een tour zouden doen door Noord-Amerika ter promotie van hun (destijds reeds te verschijnen) debuutalbum.. In oktober 2010 maakte het duo bekend dat de voorgestelde ep werd vergroot naar een full-length album, waarop 16 nummers zouden komen te staan. Het duo wordt bijgestaan door gastzangers Beyoncé, Frank Ocean en Mr Hudson. De stem van Otis Redding wordt gebruikt in de single Otis.

### Singles van het album
| Single met eventuele hitnotering(en) in de Nederlandse Top 40 | Datum van verschijnen | Datum van binnenkomst | Hoogste positie | Aantal weken | Opmerkingen                                                    |
| ------------------------------------------------------------- | --------------------- | --------------------- | --------------- | ------------ | -------------------------------------------------------------- |
| H.A.M                                                         | 17-01-2011            | -                     |                 |              | Jay-Z & Kanye West / Nr. 53 in de Single Top 100               |
| Otis                                                          | 25-07-2011            | -                     |                 |              | Jay-Z, Kanye West & Otis Redding / Nr. 73 in de Single Top 100 |
| Niggas in Paris                                               | 13-02-2012            | 19-05-2012            | tip30*          |              | met Kanye West / Nr. 98 in de Single Top 100                   |

| Single met hitnotering(en) in de Vlaamse Ultratop 50 | Datum van verschijnen | Datum van binnenkomst | Hoogste positie | Aantal weken | Opmerkingen                      |
| ---------------------------------------------------- | --------------------- | --------------------- | --------------- | ------------ | -------------------------------- |
| Otis                                                 | 2011                  | 13-08-2011            | tip5            | -            | Jay-Z, Kanye West & Otis Redding |
| Niggas in Paris                                      | 2012                  | 11-02-2012            | tip8*           |              | met Jay-Z & Kanye West           |

## Hitnoteringen

### NederlandseAlbum Top 100
| Hitnotering: (week 1 t/m 9) 13-8-2011 t/m 8-10-2011 Hitnotering: (week 10) 18-2-2012 | Hitnotering: (week 1 t/m 9) 13-8-2011 t/m 8-10-2011 Hitnotering: (week 10) 18-2-2012 | Hitnotering: (week 1 t/m 9) 13-8-2011 t/m 8-10-2011 Hitnotering: (week 10) 18-2-2012 | Hitnotering: (week 1 t/m 9) 13-8-2011 t/m 8-10-2011 Hitnotering: (week 10) 18-2-2012 | Hitnotering: (week 1 t/m 9) 13-8-2011 t/m 8-10-2011 Hitnotering: (week 10) 18-2-2012 | Hitnotering: (week 1 t/m 9) 13-8-2011 t/m 8-10-2011 Hitnotering: (week 10) 18-2-2012 | Hitnotering: (week 1 t/m 9) 13-8-2011 t/m 8-10-2011 Hitnotering: (week 10) 18-2-2012 | Hitnotering: (week 1 t/m 9) 13-8-2011 t/m 8-10-2011 Hitnotering: (week 10) 18-2-2012 | Hitnotering: (week 1 t/m 9) 13-8-2011 t/m 8-10-2011 Hitnotering: (week 10) 18-2-2012 | Hitnotering: (week 1 t/m 9) 13-8-2011 t/m 8-10-2011 Hitnotering: (week 10) 18-2-2012 | Hitnotering: (week 1 t/m 9) 13-8-2011 t/m 8-10-2011 Hitnotering: (week 10) 18-2-2012 | Hitnotering: (week 1 t/m 9) 13-8-2011 t/m 8-10-2011 Hitnotering: (week 10) 18-2-2012 | Hitnotering: (week 1 t/m 9) 13-8-2011 t/m 8-10-2011 Hitnotering: (week 10) 18-2-2012 |
| Week:                                                                                | 1                                                                                    | 2                                                                                    | 3                                                                                    | 4                                                                                    | 5                                                                                    | 6                                                                                    | 7                                                                                    | 8                                                                                    | 9                                                                                    |                                                                                      | 10                                                                                   |                                                                                      |
| ------------------------------------------------------------------------------------ | ------------------------------------------------------------------------------------ | ------------------------------------------------------------------------------------ | ------------------------------------------------------------------------------------ | ------------------------------------------------------------------------------------ | ------------------------------------------------------------------------------------ | ------------------------------------------------------------------------------------ | ------------------------------------------------------------------------------------ | ------------------------------------------------------------------------------------ | ------------------------------------------------------------------------------------ | ------------------------------------------------------------------------------------ | ------------------------------------------------------------------------------------ | ------------------------------------------------------------------------------------ |
| Positie:                                                                             | 3                                                                                    | 3                                                                                    | 9                                                                                    | 15                                                                                   | 26                                                                                   | 42                                                                                   | 56                                                                                   | 75                                                                                   | 84                                                                                   | uit                                                                                  | 85                                                                                   | uit                                                                                  |

### VlaamseUltratop 100Albums
| Hitnotering: 20-08-2011 t/m 08-10-2011 | Hitnotering: 20-08-2011 t/m 08-10-2011 | Hitnotering: 20-08-2011 t/m 08-10-2011 | Hitnotering: 20-08-2011 t/m 08-10-2011 | Hitnotering: 20-08-2011 t/m 08-10-2011 | Hitnotering: 20-08-2011 t/m 08-10-2011 | Hitnotering: 20-08-2011 t/m 08-10-2011 | Hitnotering: 20-08-2011 t/m 08-10-2011 | Hitnotering: 20-08-2011 t/m 08-10-2011 | Hitnotering: 20-08-2011 t/m 08-10-2011 |
| Week:                                  | 1                                      | 2                                      | 3                                      | 4                                      | 5                                      | 6                                      | 7                                      | 8                                      |                                        |
| -------------------------------------- | -------------------------------------- | -------------------------------------- | -------------------------------------- | -------------------------------------- | -------------------------------------- | -------------------------------------- | -------------------------------------- | -------------------------------------- | -------------------------------------- |
| Positie:                               | 7                                      | 9                                      | 21                                     | 32                                     | 29                                     | 42                                     | 56                                     | 86                                     | uit                                    |